# Wappo
Wappo – Indianie Ameryki Północnej, zamieszkujący obszar Kalifornii. Zamieszkiwali tereny Doliny Napa, Hrabstwa Lake oraz obecnie winiarskiej doliny Alexander Valley AVA. 
Posługiwali się wieloma dialektami z rodziny języków yuki. Indianie byli szczepem zbieracko-łowieckim bez jednej scentralizowanej władzy. Niewielkie wsie potomków Wappo znajdują się w pobliżu miast Calistoga, Yountville i St. Helena, w hrabstwie Napa. W 2000 roku liczebność potomków oceniano na około 250 osób.